# La Roux
La Roux este o formație britanică de muzică electropop fondată în anul 2008 de către cântăreața engleză Elly Jackson și producătorul Ben Langmaid. Albumul de debut al grupului, La Roux (2009), a primit discul de platină în Regatul Unit și a fost numit „Cel mai bun album de muzică electronică” la gala premiilor Grammy 2011.

## Membri
La Roux
- Elly Jackson – vocal, clape, producție
- Ben Langmaid – producție

Muzicieni ocazionali
- Mickey O'Brien – clape, back vocal
- William Bowerman – baterie, baterie electronică, percuție
- Ed Seed - chitară electronică, percuție, back vocal
- Matty Carroll - chitară bas, synth bass, back vocal

Foști muzicieni ocazionali
- Michael Norris - clape

## Discografie
Albumuri de studio
- La Roux (2009)
- TBA (2014)

## Premii și nominalizări
| An   | Premiur                            | Categoria                         | Lucrare nominalizată             | Rezultat     |
| ---- | ---------------------------------- | --------------------------------- | -------------------------------- | ------------ |
| 2009 | O2 Silver Clef Awards              | Best Newcomer                     | La Roux                          | Câștigat     |
| 2009 | Studio8 International Music Awards | Best Female Newcomer              | Elly Jackson                     | Câștigat     |
| 2009 | Studio8 International Music Awards | Studio8 Song of July 2009         | "Bulletproof"                    | Câștigat     |
| 2009 | Mercury Prize                      | –                                 | La Roux                          | Nominalizare |
| 2009 | MTV Europe Music Awards            | Best New Act                      | La Roux                          | Nominalizare |
| 2009 | MTV Europe Music Awards            | Best Push Artist                  | La Roux                          | Nominalizare |
| 2009 | MTV Europe Music Awards            | Best UK & Ireland New Act         | La Roux                          | Nominalizare |
| 2009 | Virgin Media Music Awards          | Best Newcomer                     | La Roux                          | Nominalizare |
| 2009 | Virgin Media Music Awards          | Best Album                        | La Roux                          | Nominalizare |
| 2009 | mtvU Woodie Awards                 | Breaking Woodie                   | La Roux                          | Nominalizare |
| 2009 | Q Awards                           | Breakthrough Artist               | La Roux                          | Nominalizare |
| 2009 | UK Festival Awards                 | Best Breakthrough Act             | La Roux                          | Nominalizare |
| 2009 | Popjustice £20 Music Prize         | 5th                               | "In for the Kill"                | Nominalizare |
| 2009 | The Record of the Year             | 7th                               | "In for the Kill"                | Nominalizare |
| 2009 | UK Music Video Awards              | Best Styling in a Video           | "Quicksand"                      | Nominalizare |
| 2009 | iTunes 2009 UK Music Awards        | Single of the Year                | "In for the Kill"                | Câștigat     |
| 2009 | Best Art Vinyl                     | Best Art Vinyl 2009               | La Roux                          | 9th          |
| 2010 | Brit Awards                        | British Breakthrough Act          | La Roux                          | Nominalizare |
| 2010 | Brit Awards                        | British Single                    | "In for the Kill"                | Nominalizare |
| 2010 | Glamour Women of the Year Awards   | Band of the Year                  | La Roux                          | Nominalizare |
| 2010 | Glamour Women of the Year Awards   | Sheer Infusion Newcomer           | La Roux                          | Nominalizare |
| 2010 | NME Awards                         | Best Dancefloor Filler            | "In for the Kill" (Skream Remix) | Câștigat     |
| 2010 | NME Awards                         | Best New Band                     | La Roux                          | Nominalizare |
| 2010 | NME Awards                         | Best Dressed                      | Elly Jackson                     | Nominalizare |
| 2010 | Ivor Novello Awards                | Best Contemporary Song            | "In for the Kill"                | Nominalizare |
| 2010 | MTV Video Music Awards Japan       | Best Dance Video                  | "I'm Not Your Toy"               | Nominalizare |
| 2010 | International Dance Music Awards   | Best Underground Dance Track      | "In for the Kill" (Skream Remix) | Nominalizare |
| 2010 | International Dance Music Awards   | Best Alternative/Rock Dance Track | "Bulletproof"                    | Nominalizare |
| 2010 | International Dance Music Awards   | Best Electro Track                | "In for the Kill" (Skream Remix) | Nominalizare |
| 2010 | International Dance Music Awards   | Best Dubstep/DNB/Jungle Track     | "In for the Kill" (Skream Remix) | Câștigat     |
| 2010 | International Dance Music Awards   | Best Break-Through Artist (Group) | La Roux                          | Câștigat     |
| 2010 | NewNowNext Awards                  | Brink of Fame: Music Artist       | La Roux                          | Nominalizare |
| 2011 | Grammy Awards                      | Best Dance Recording              | "In for the Kill"                | Nominalizare |
| 2011 | Grammy Awards                      | Best Electronic/Dance Album       | La Roux                          | Câștigat     |
| 2011 | Billboard Music Awards             | Top Dance Artist                  | La Roux                          | Nominalizare |